# Гимназија „Свети Сава” Пећ
Гимназија „Свети Сава” Пећ (алб. Gjimnazi „Sveti Sava” Pejë) је образовна установа која функционише у образовном систему Републике Србије, а у којој се стиче опште образовање и васпитање у четворогодишњем трајању. Седиште школе је у Гораждевцу на Косову и Метохији, а измештено је из Пећи након рата на Косову и Метохији где данас ради Гимназија „Бедри Пејани” Пећ (алб. Gjimnazi „Bedri Pejani” Pejë).

## Историја
Након ослобођења Пећи од Осмаснког царства и протеривања турске власти са Косова и Метохије у Првом балканском рату 1912. године, почиње оснивање првих институција и установа Краљевине Црне Горе и Краљевине Србије на Косову и Метохији. Једна од првих образовних установа која је основана на простору Старе Србије јесте пећка гимназија.
На простору Косова и Метохије, у оквиру Краљевине Црне Горе и Краљевине Србије, од ослобођења 1912. до аустро-угарске окупације крајем 1915. године, постојале су три гимназије и то у Пећи, Приштини и Призрену (под називом Богословско-учитељска школа од оснивања 1871. године).
Гимназија је одлуком краља Николе основана 1913. године као осморазредна гимназија и учитељска школа. Недуго након оснивања гимназије, избија Први светски рат у којем је Краљевина Црна Гора крајем 1915. године окупирана од стране Централних сила, а рад школе је прекинут. Након ослобођења Краљевине Црне Горе 1918. године и стварања Краљевине СХС рад гимназије је обновљен.
За разлику од Гимназије у Приштини која је 1920. године постала прва пуна гимназија на подручју Косова и Метохије у то време, Гимназија у Пећи је била непотпуна с почетка двадесетих година 20. века, односно имала је шест разреда, попут Гимназија у Призрену, Косовској Митровици и Гњилану. Гимназија у Пећи, као и остале непотпуне Гимназије на Косову и Метохији своје свршене ученике могле су слати у Приштину да доврше пуну Гимназију која је имала осам разреда.
Почетком 90-их просветни радници и ђаци албанске националности напуштају гимназију и образовни систем Републике Србије и оснивају паралелне школе које ће радити изван закона тадашње Републике Србије.
Са почетком НАТО агресије на Савезну Републику Југославију рад свих школа је обустављен. Просветни кадар и ђаци српске националости јуна 1999. године напуштају Пећ. Након рата на Косову и Метохији 1999. године у просторијама школске зграде у Пећи се органзиује рад гимназије „Бедри Пејани” (алб. Gjimnazi „Bedri Pejani” Pejë). Гимназија ради у косовском образовном систему, а настава се изводи на албнаском језику.
Срби повратници који су се након рата вратили у местима око Пећи су обновили рад гимназије у Гораждевцу. Гимназија је своје привремено седиште сместила у основној школи „Јанко Јовићевић”. У истоименој основној школи, своје привремено седиште су преместили и Економско-трговинска школа „Милева Вуковић” из Пећи, Елктро-техничка и Машинска школа.